# Ministerie van Onderwijs, Cultuur en Wetenschap

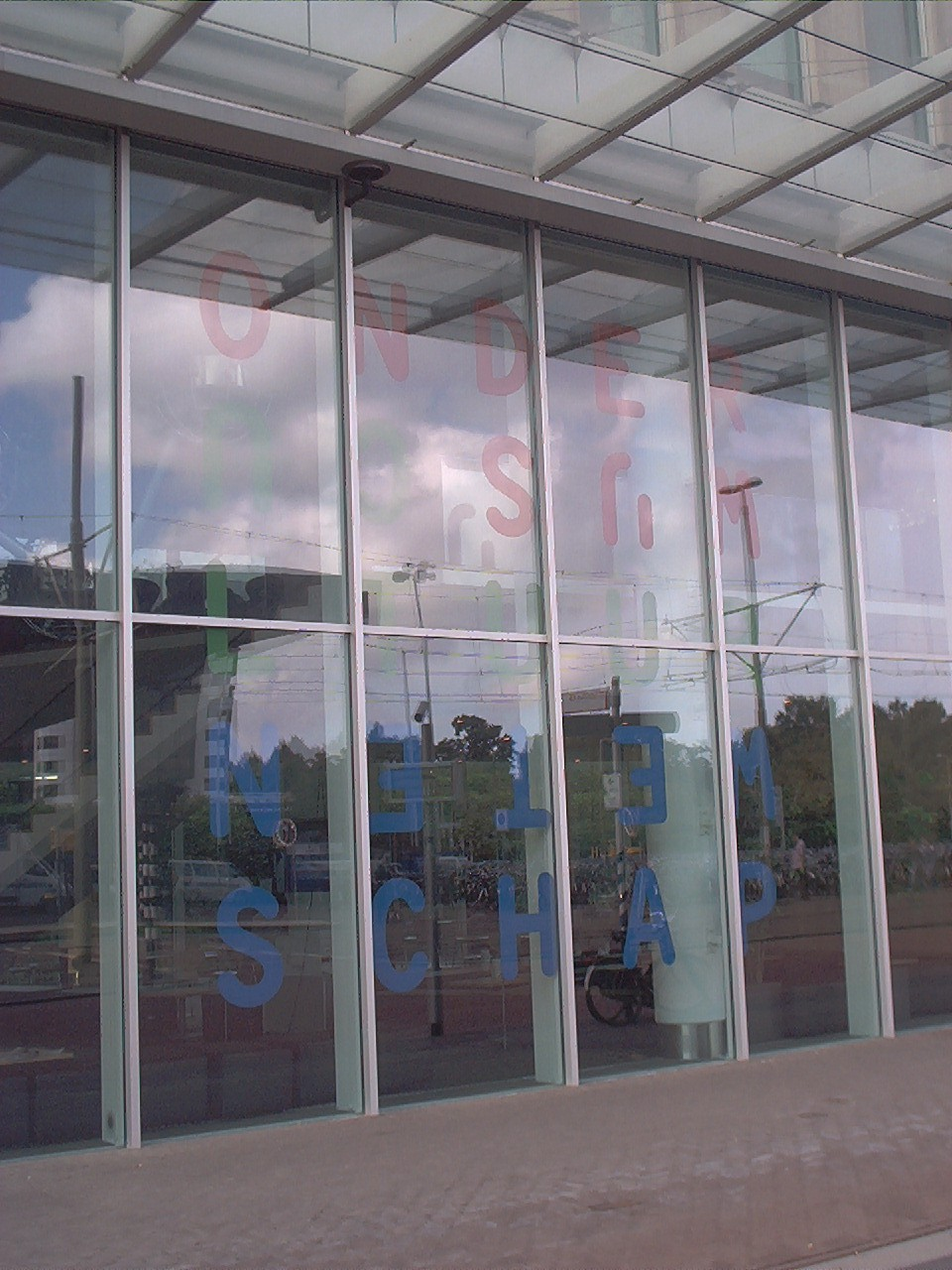
Het ministerie

Het ministerie van Onderwijs, Cultuur en Wetenschap is een Nederlands ministerie. Zoals de naam van het ministerie al aangeeft, heeft het drie grote beleidsterreinen: onderwijs, wetenschap (inclusief het hoger onderwijs) en cultuurbeleid (inclusief media). Daarnaast is het ministerie sinds 2012 verantwoordelijk voor het emancipatiebeleid.

## Achtereenvolgende namen
- 1918-1965 Ministerie van Onderwijs, Kunsten en Wetenschappen (OK&W)
- 1965-1994 Ministerie van Onderwijs en Wetenschappen (O&W)
- 1994-2003 Ministerie van Onderwijs, Cultuur en Wetenschappen (OC&W)
- 2003-heden Ministerie van Onderwijs, Cultuur en Wetenschap (OCW)[1]

## Doelstelling in eigen woorden
Volgens het ministerie wil OCW 'dat iedereen goed onderwijs volgt en zich voorbereidt op zelfstandigheid en verantwoordelijkheid'. Daarnaast moeten 'leraren hun werk kunnen doen'. Wat betreft cultuur wil het ministerie dat 'iedereen cultuur kan beleven' met als toevoeging dat ook 'kunstenaars hun werk kunnen doen'. Wat betreft wetenschap zegt het ministerie slechts te willen dat ook 'wetenschappers hun werk kunnen doen'. In de woorden van het ministerie is het samenvattend doel 'werken aan een slim, vaardig en creatief Nederland".

## Cultuur

### Cultuurbeleid
Tijdens het kabinet-Balkenende IV lag de nadruk op het stimuleren van 'excellentie'. In de kabinetsperiode 2003-2006 richtte Medy van der Laan zich op 'cultuur en economie', beleid dat zij samen met ambtsgenoot Laurens Jan Brinkhorst (D66) van Economische Zaken initieerde. In de kabinetsperiode 1998-2002 richtte Rick van der Ploeg (PvdA) zich op culturele diversiteit, in de kabinetsperiode 1994-1998 lag het accent onder Aad Nuis (D66) op 'cultuur en school', en in de periode 1989-1994 markeerde Hedy d'Ancona (PvdA) haar cultuurbeleid door het Deltaplan voor Cultuurbehoud.
Voor professionele ondersteuning in de culturele sector en als kennis- en informatiecentra waren er de sectorinstituten (voorheen genreinstituten), zoals het Theater Instituut Nederland en het Muziek Centrum Nederland, die beide eind 2012 zijn opgeheven.

### Cultuurfondsen
Het ministerie van Onderwijs, Cultuur en Wetenschap heeft een aantal fondsen opgericht die projectsubsidies uitkeren. Een fonds is een administratief orgaan; als bestuursorganen zijn fondsen instrumenten waarmee de overheid op afstand uitvoering geeft aan beleidsonderdelen. In Nederland zijn er zes cultuurfondsen (met bedragen voor rijkssubsidie anno 2010): Fonds Podiumkunsten (61 miljoen euro), Nederlands Filmfonds (35 miljoen), Mondriaan Fonds (27 miljoen), Fonds voor Cultuurparticipatie (18 miljoen), Nederlands Letterenfonds (10 miljoen), en Stimuleringsfonds Creatieve Industrie (2 miljoen).

### Cultuurbudget
In 2010 besteedt het ministerie van Onderwijs, Cultuur en Wetenschap zo'n 900 miljoen euro aan cultuur, i.e. 0,8% van de rijksbegroting en 0,4% van de collectieve uitgaven. Circa 550 miljoen euro gaat ervan naar grote musea en orkesten, kunstinstellingen van structureel belang (basisinfrastructuur) en cultuurfondsen.

## Onderwijs
Het ministerie is verantwoordelijk voor het gehele onderwijs: het primair, het voortgezet en het hoger onderwijs inclusief het beroepsonderwijs en volwasseneneducatie, en inclusief het agrarisch onderwijs of 'groen onderwijs', dat eerder viel onder het ministerie van Economische Zaken, Landbouw en Innovatie en de voorgangers daarvan. Ook studiefinanciering is beleidsterrein.

## Wetenschap
Het ministerie is verantwoordelijk voor het Nederlandse onderzoek en het wetenschapsbeleid, exclusief het op innovatie gerichte onderzoek dat onder het ministerie van Economische Zaken valt.

## Organisatie
Het ministerie heeft drie directoraten-generaal met onderliggende directies:
- Hoger onderwijs, beroeps- en volwasseneneducatie, wetenschap en emancipatiebeleid (DGHBWE)
  - Hoger onderwijs
  - Beroepsonderwijs en volwasseneneducatie
  - Wetenschapsbeleid
  - Studiefinancieringsbeleid
  - Emancipatie
- Primair en voortgezet onderwijs (DGPV)
  - Primair onderwijs
  - Voortgezet onderwijs
  - Arbeidsmarkt en personeelsbeleid
  - Voortijdig schoolverlaten
- Cultuur en media (DGCM)
  - Media, letteren en bibliotheken
  - Cultureel erfgoed
  - Kunsten

Tevens is er een aantal uitvoerende diensten en raden, zoals:
- Dienst Uitvoering Onderwijs
- Inspectie van het Onderwijs (Nederland)
- Rijksdienst voor het Cultureel Erfgoed
- Inspectie Overheidsinformatie en Erfgoed
- Nationaal Archief
- Onderwijsraad
- Platform Bètatechniek
- Raad voor Cultuur
- College voor Toetsen en Examens

## Geschiedenis
- De voorganger van dit ministerie, het ministerie van Onderwijs, Kunsten en Wetenschappen (OKW), is in 1918 ingesteld.
- Tijdens de bezetting in de Tweede Wereldoorlog werd de naam van het departement door de bezetter gewijzigd in Departement van Opvoeding, Wetenschap en Kultuurbescherming (OWK), en was er vanaf november 1940 ook een Departement van Volksvoorlichting en Kunsten.
- 'Kunsten' ging in 1965 over naar CRM maar werd in 1994 weer als 'Cultuur' toegevoegd.
- In 1984 verhuisde het ministerie naar een nieuw pand in Zoetermeer.
- Sinds 1 oktober 2003 is de naam van het ministerie 'Onderwijs, Cultuur en Wetenschap' (dit was 'Onderwijs, Cultuur en Wetenschappen').
- Het ministerie is sinds 2003 gevestigd in de Hoftoren in Den Haag. Uitvoeringsinstantie Centrale Financiën Instellingen (CFI) bleef in Zoetermeer gevestigd.
- 1 januari 2010 werden de Informatiseringsbank (IB-Groep) en Centrale Financiën Instellingen samengevoegd tot Dienst Uitvoering Onderwijs.
- Sinds het aantreden van het kabinet-Rutte III per 26 oktober 2017 viel ook het agrarisch onderwijs onder het ministerie.

|  |  |                                             |                                             |                                             |                                             |                                             |                                             | Onderdeel van Binnenlandse Zaken tot 1877   |                                             |                                             |                                             |                                                    |                                                    |                                                    |                                                    |                                                    |                                                    |                                                                          |                                                                          |                                                                          |                                                                          |                                                                          |                                                                          |                                          |                                          |                                        |                                        |                |                |                |                |             |             |  |  |  |  |  |  |  |  |  |  |  |  |  |  |  |  |  |  |  |  |
|  |  |                                             |                                             |                                             |                                             |                                             |                                             |                                             |                                             |                                             |                                             |                                                    |                                                    |                                                    |                                                    |                                                    |                                                    |                                                                          |                                                                          |                                                                          |                                                                          |                                                                          |                                                                          |                                          |                                          |                                        |                                        |                |                |                |                |             |             |  |  |  |  |  |  |  |  |  |  |  |  |  |  |  |  |  |  |  |  |
|  |  |                                             |                                             |                                             |                                             |                                             |                                             |                                             |                                             |                                             |                                             | Waterstaat, Handel en Nijverheid 1877–1906         |                                                    |                                                    |                                                    |                                                    |                                                    |                                                                          |                                                                          |                                                                          |                                                                          |                                                                          |                                                                          |                                          |                                          |                                        |                                        |                |                |                |                |             |             |  |  |  |  |  |  |  |  |  |  |  |  |  |  |  |  |  |  |  |  |
|  |  |                                             |                                             |                                             |                                             |                                             |                                             |                                             |                                             |                                             |                                             |                                                    |                                                    |                                                    |                                                    |                                                    |                                                    |                                                                          |                                                                          |                                                                          |                                                                          |                                                                          |                                                                          |                                          |                                          |                                        |                                        |                |                |                |                |             |             |  |  |  |  |  |  |  |  |  |  |  |  |  |  |  |  |  |  |  |  |
|  |  |                                             |                                             |                                             |                                             |                                             |                                             |                                             |                                             |                                             |                                             |                                                    |                                                    |                                                    |                                                    |                                                    |                                                    |                                                                          |                                                                          |                                                                          |                                                                          |                                                                          |                                                                          |                                          |                                          |                                        |                                        |                |                |                |                |             |             |  |  |  |  |  |  |  |  |  |  |  |  |  |  |  |  |  |  |  |  |
|  |  |                                             |                                             |                                             |                                             |                                             |                                             |                                             |                                             |                                             |                                             |                                                    |                                                    |                                                    |                                                    |                                                    |                                                    |                                                                          |                                                                          |                                                                          |                                                                          |                                                                          |                                                                          |                                          |                                          |                                        |                                        |                |                |                |                |             |             |  |  |  |  |  |  |  |  |  |  |  |  |  |  |  |  |  |  |  |  |
|  |  |                                             |                                             |                                             |                                             |                                             |                                             |                                             |                                             |                                             |                                             | Landbouw, Nijverheid en Handel 1906–23             | Landbouw, Nijverheid en Handel 1906–23             | Landbouw, Nijverheid en Handel 1906–23             | Landbouw, Nijverheid en Handel 1906–23             | Landbouw, Nijverheid en Handel 1906–23             | Landbouw, Nijverheid en Handel 1906–23             |                                                                          |                                                                          | Arbeid 1918–23                                                           | Arbeid 1918–23                                                           | Arbeid 1918–23                                                           | Arbeid 1918–23                                                           | Arbeid 1918–23                           | Arbeid 1918–23                           |                                        |                                        | Waterstaat     | Waterstaat     | Waterstaat     | Waterstaat     | Waterstaat  | Waterstaat  |  |  |  |  |  |  |  |  |  |  |  |  |  |  |  |  |  |  |  |  |
|  |  |                                             |                                             |                                             |                                             |                                             |                                             |                                             |                                             |                                             |                                             | Landbouw, Nijverheid en Handel 1906–23             | Landbouw, Nijverheid en Handel 1906–23             | Landbouw, Nijverheid en Handel 1906–23             | Landbouw, Nijverheid en Handel 1906–23             | Landbouw, Nijverheid en Handel 1906–23             | Landbouw, Nijverheid en Handel 1906–23             |                                                                          |                                                                          | Arbeid 1918–23                                                           | Arbeid 1918–23                                                           | Arbeid 1918–23                                                           | Arbeid 1918–23                                                           | Arbeid 1918–23                           | Arbeid 1918–23                           |                                        |                                        | Waterstaat     | Waterstaat     | Waterstaat     | Waterstaat     | Waterstaat  | Waterstaat  |  |  |  |  |  |  |  |  |  |  |  |  |  |  |  |  |  |  |  |  |
|  |  |                                             |                                             |                                             |                                             |                                             |                                             |                                             |                                             |                                             |                                             |                                                    |                                                    |                                                    |                                                    |                                                    |                                                    |                                                                          |                                                                          |                                                                          |                                                                          |                                                                          |                                                                          |                                          |                                          |                                        |                                        |                |                |                |                |             |             |  |  |  |  |  |  |  |  |  |  |  |  |  |  |  |  |  |  |  |  |
|  |  |                                             |                                             |                                             |                                             |                                             |                                             |                                             |                                             |                                             |                                             |                                                    |                                                    |                                                    |                                                    |                                                    |                                                    |                                                                          |                                                                          |                                                                          |                                                                          |                                                                          |                                                                          |                                          |                                          |                                        |                                        |                |                |                |                |             |             |  |  |  |  |  |  |  |  |  |  |  |  |  |  |  |  |  |  |  |  |
|  |  | Onderwijs, Kunsten en Wetenschappen 1918–65 | Onderwijs, Kunsten en Wetenschappen 1918–65 | Onderwijs, Kunsten en Wetenschappen 1918–65 | Onderwijs, Kunsten en Wetenschappen 1918–65 | Onderwijs, Kunsten en Wetenschappen 1918–65 | Onderwijs, Kunsten en Wetenschappen 1918–65 |                                             |                                             | Binnenlandse Zaken en Landbouw 1923–35      | Binnenlandse Zaken en Landbouw 1923–35      | Binnenlandse Zaken en Landbouw 1923–35             | Binnenlandse Zaken en Landbouw 1923–35             | Binnenlandse Zaken en Landbouw 1923–35             | Binnenlandse Zaken en Landbouw 1923–35             |                                                    |                                                    | Arbeid, Handel en Nijverheid 1923–32 Economische Zaken en Arbeid 1932–33 | Arbeid, Handel en Nijverheid 1923–32 Economische Zaken en Arbeid 1932–33 | Arbeid, Handel en Nijverheid 1923–32 Economische Zaken en Arbeid 1932–33 | Arbeid, Handel en Nijverheid 1923–32 Economische Zaken en Arbeid 1932–33 | Arbeid, Handel en Nijverheid 1923–32 Economische Zaken en Arbeid 1932–33 | Arbeid, Handel en Nijverheid 1923–32 Economische Zaken en Arbeid 1932–33 |                                          |                                          |                                        |                                        |                |                |                |                |             |             |  |  |  |  |  |  |  |  |  |  |  |  |  |  |  |  |  |  |  |  |
|  |  | Onderwijs, Kunsten en Wetenschappen 1918–65 | Onderwijs, Kunsten en Wetenschappen 1918–65 | Onderwijs, Kunsten en Wetenschappen 1918–65 | Onderwijs, Kunsten en Wetenschappen 1918–65 | Onderwijs, Kunsten en Wetenschappen 1918–65 | Onderwijs, Kunsten en Wetenschappen 1918–65 |                                             |                                             | Binnenlandse Zaken en Landbouw 1923–35      | Binnenlandse Zaken en Landbouw 1923–35      | Binnenlandse Zaken en Landbouw 1923–35             | Binnenlandse Zaken en Landbouw 1923–35             | Binnenlandse Zaken en Landbouw 1923–35             | Binnenlandse Zaken en Landbouw 1923–35             |                                                    |                                                    | Arbeid, Handel en Nijverheid 1923–32 Economische Zaken en Arbeid 1932–33 | Arbeid, Handel en Nijverheid 1923–32 Economische Zaken en Arbeid 1932–33 | Arbeid, Handel en Nijverheid 1923–32 Economische Zaken en Arbeid 1932–33 | Arbeid, Handel en Nijverheid 1923–32 Economische Zaken en Arbeid 1932–33 | Arbeid, Handel en Nijverheid 1923–32 Economische Zaken en Arbeid 1932–33 | Arbeid, Handel en Nijverheid 1923–32 Economische Zaken en Arbeid 1932–33 |                                          |                                          |                                        |                                        |                |                |                |                |             |             |  |  |  |  |  |  |  |  |  |  |  |  |  |  |  |  |  |  |  |  |
|  |  |                                             |                                             |                                             |                                             |                                             |                                             |                                             |                                             |                                             |                                             |                                                    |                                                    |                                                    |                                                    |                                                    |                                                    |                                                                          |                                                                          |                                                                          |                                                                          |                                                                          |                                                                          |                                          |                                          |                                        |                                        |                |                |                |                |             |             |  |  |  |  |  |  |  |  |  |  |  |  |  |  |  |  |  |  |  |  |
|  |  |                                             |                                             |                                             |                                             |                                             |                                             |                                             |                                             | Maatschappelijk Werk 1952–65                | Maatschappelijk Werk 1952–65                | Maatschappelijk Werk 1952–65                       | Maatschappelijk Werk 1952–65                       | Maatschappelijk Werk 1952–65                       | Maatschappelijk Werk 1952–65                       |                                                    |                                                    | Sociale Zaken 1933–51                                                    | Sociale Zaken 1933–51                                                    | Sociale Zaken 1933–51                                                    | Sociale Zaken 1933–51                                                    | Sociale Zaken 1933–51                                                    | Sociale Zaken 1933–51                                                    |                                          |                                          | econ. zaken                            | econ. zaken                            | econ. zaken    | econ. zaken    | econ. zaken    | econ. zaken    |             |             |  |  |  |  |  |  |  |  |  |  |  |  |  |  |  |  |  |  |  |  |
|  |  |                                             |                                             |                                             |                                             |                                             |                                             |                                             |                                             | Maatschappelijk Werk 1952–65                | Maatschappelijk Werk 1952–65                | Maatschappelijk Werk 1952–65                       | Maatschappelijk Werk 1952–65                       | Maatschappelijk Werk 1952–65                       | Maatschappelijk Werk 1952–65                       |                                                    |                                                    | Sociale Zaken 1933–51                                                    | Sociale Zaken 1933–51                                                    | Sociale Zaken 1933–51                                                    | Sociale Zaken 1933–51                                                    | Sociale Zaken 1933–51                                                    | Sociale Zaken 1933–51                                                    |                                          |                                          | econ. zaken                            | econ. zaken                            | econ. zaken    | econ. zaken    | econ. zaken    | econ. zaken    |             |             |  |  |  |  |  |  |  |  |  |  |  |  |  |  |  |  |  |  |  |  |
|  |  |                                             |                                             |                                             |                                             |                                             |                                             |                                             |                                             |                                             |                                             |                                                    |                                                    |                                                    |                                                    |                                                    |                                                    |                                                                          |                                                                          |                                                                          |                                                                          |                                                                          |                                                                          |                                          |                                          |                                        |                                        |                |                |                |                |             |             |  |  |  |  |  |  |  |  |  |  |  |  |  |  |  |  |  |  |  |  |
|  |  |                                             |                                             |                                             |                                             |                                             |                                             |                                             |                                             |                                             |                                             |                                                    |                                                    |                                                    |                                                    |                                                    |                                                    |                                                                          |                                                                          |                                                                          |                                                                          |                                                                          |                                                                          |                                          |                                          |                                        |                                        |                |                |                |                |             |             |  |  |  |  |  |  |  |  |  |  |  |  |  |  |  |  |  |  |  |  |
|  |  |                                             |                                             | Onderwijs en Wetenschappen 1965–94          | Onderwijs en Wetenschappen 1965–94          | Onderwijs en Wetenschappen 1965–94          | Onderwijs en Wetenschappen 1965–94          | Onderwijs en Wetenschappen 1965–94          | Onderwijs en Wetenschappen 1965–94          |                                             |                                             | Cultuur, Recreatie en Maatschappelijk Werk 1965–82 | Cultuur, Recreatie en Maatschappelijk Werk 1965–82 | Cultuur, Recreatie en Maatschappelijk Werk 1965–82 | Cultuur, Recreatie en Maatschappelijk Werk 1965–82 | Cultuur, Recreatie en Maatschappelijk Werk 1965–82 | Cultuur, Recreatie en Maatschappelijk Werk 1965–82 |                                                                          |                                                                          | Sociale Zaken en Volksgezondheid 1951–71                                 | Sociale Zaken en Volksgezondheid 1951–71                                 | Sociale Zaken en Volksgezondheid 1951–71                                 | Sociale Zaken en Volksgezondheid 1951–71                                 | Sociale Zaken en Volksgezondheid 1951–71 | Sociale Zaken en Volksgezondheid 1951–71 |                                        |                                        | VRO 1965–82    | VRO 1965–82    | VRO 1965–82    | VRO 1965–82    | VRO 1965–82 | VRO 1965–82 |  |  |  |  |  |  |  |  |  |  |  |  |  |  |  |  |  |  |  |  |
|  |  |                                             |                                             | Onderwijs en Wetenschappen 1965–94          | Onderwijs en Wetenschappen 1965–94          | Onderwijs en Wetenschappen 1965–94          | Onderwijs en Wetenschappen 1965–94          | Onderwijs en Wetenschappen 1965–94          | Onderwijs en Wetenschappen 1965–94          |                                             |                                             | Cultuur, Recreatie en Maatschappelijk Werk 1965–82 | Cultuur, Recreatie en Maatschappelijk Werk 1965–82 | Cultuur, Recreatie en Maatschappelijk Werk 1965–82 | Cultuur, Recreatie en Maatschappelijk Werk 1965–82 | Cultuur, Recreatie en Maatschappelijk Werk 1965–82 | Cultuur, Recreatie en Maatschappelijk Werk 1965–82 |                                                                          |                                                                          | Sociale Zaken en Volksgezondheid 1951–71                                 | Sociale Zaken en Volksgezondheid 1951–71                                 | Sociale Zaken en Volksgezondheid 1951–71                                 | Sociale Zaken en Volksgezondheid 1951–71                                 | Sociale Zaken en Volksgezondheid 1951–71 | Sociale Zaken en Volksgezondheid 1951–71 |                                        |                                        | VRO 1965–82    | VRO 1965–82    | VRO 1965–82    | VRO 1965–82    | VRO 1965–82 | VRO 1965–82 |  |  |  |  |  |  |  |  |  |  |  |  |  |  |  |  |  |  |  |  |
|  |  |                                             |                                             |                                             |                                             |                                             |                                             |                                             |                                             |                                             |                                             |                                                    |                                                    |                                                    |                                                    |                                                    |                                                    |                                                                          |                                                                          |                                                                          |                                                                          |                                                                          |                                                                          |                                          |                                          |                                        |                                        |                |                |                |                |             |             |  |  |  |  |  |  |  |  |  |  |  |  |  |  |  |  |  |  |  |  |
|  |  |                                             |                                             |                                             |                                             |                                             |                                             |                                             |                                             |                                             |                                             |                                                    |                                                    | Volksgezondheid en Milieuhygiëne 1971–82           | Volksgezondheid en Milieuhygiëne 1971–82           | Volksgezondheid en Milieuhygiëne 1971–82           | Volksgezondheid en Milieuhygiëne 1971–82           | Volksgezondheid en Milieuhygiëne 1971–82                                 | Volksgezondheid en Milieuhygiëne 1971–82                                 |                                                                          |                                                                          | Sociale Zaken 1971–81                                                    | Sociale Zaken 1971–81                                                    | Sociale Zaken 1971–81                    | Sociale Zaken 1971–81                    | Sociale Zaken 1971–81                  | Sociale Zaken 1971–81                  |                |                |                |                |             |             |  |  |  |  |  |  |  |  |  |  |  |  |  |  |  |  |  |  |  |  |
|  |  |                                             |                                             |                                             |                                             |                                             |                                             |                                             |                                             |                                             |                                             |                                                    |                                                    | Volksgezondheid en Milieuhygiëne 1971–82           | Volksgezondheid en Milieuhygiëne 1971–82           | Volksgezondheid en Milieuhygiëne 1971–82           | Volksgezondheid en Milieuhygiëne 1971–82           | Volksgezondheid en Milieuhygiëne 1971–82                                 | Volksgezondheid en Milieuhygiëne 1971–82                                 |                                                                          |                                                                          | Sociale Zaken 1971–81                                                    | Sociale Zaken 1971–81                                                    | Sociale Zaken 1971–81                    | Sociale Zaken 1971–81                    | Sociale Zaken 1971–81                  | Sociale Zaken 1971–81                  |                |                |                |                |             |             |  |  |  |  |  |  |  |  |  |  |  |  |  |  |  |  |  |  |  |  |
|  |  |                                             |                                             |                                             |                                             |                                             |                                             |                                             |                                             |                                             |                                             |                                                    |                                                    |                                                    |                                                    |                                                    |                                                    |                                                                          |                                                                          |                                                                          |                                                                          |                                                                          |                                                                          |                                          |                                          |                                        |                                        |                |                |                |                |             |             |  |  |  |  |  |  |  |  |  |  |  |  |  |  |  |  |  |  |  |  |
|  |  |                                             |                                             |                                             |                                             |                                             |                                             |                                             |                                             | Welzijn, Volksgezondheid en Cultuur 1982–94 | Welzijn, Volksgezondheid en Cultuur 1982–94 | Welzijn, Volksgezondheid en Cultuur 1982–94        | Welzijn, Volksgezondheid en Cultuur 1982–94        | Welzijn, Volksgezondheid en Cultuur 1982–94        | Welzijn, Volksgezondheid en Cultuur 1982–94        |                                                    |                                                    |                                                                          |                                                                          |                                                                          |                                                                          |                                                                          |                                                                          |                                          |                                          | VROM 1982–2010                         | VROM 1982–2010                         | VROM 1982–2010 | VROM 1982–2010 | VROM 1982–2010 | VROM 1982–2010 |             |             |  |  |  |  |  |  |  |  |  |  |  |  |  |  |  |  |  |  |  |  |
|  |  |                                             |                                             |                                             |                                             |                                             |                                             |                                             |                                             | Welzijn, Volksgezondheid en Cultuur 1982–94 | Welzijn, Volksgezondheid en Cultuur 1982–94 | Welzijn, Volksgezondheid en Cultuur 1982–94        | Welzijn, Volksgezondheid en Cultuur 1982–94        | Welzijn, Volksgezondheid en Cultuur 1982–94        | Welzijn, Volksgezondheid en Cultuur 1982–94        |                                                    |                                                    |                                                                          |                                                                          |                                                                          |                                                                          |                                                                          |                                                                          |                                          |                                          | VROM 1982–2010                         | VROM 1982–2010                         | VROM 1982–2010 | VROM 1982–2010 | VROM 1982–2010 | VROM 1982–2010 |             |             |  |  |  |  |  |  |  |  |  |  |  |  |  |  |  |  |  |  |  |  |
|  |  |                                             |                                             |                                             |                                             |                                             |                                             |                                             |                                             |                                             |                                             |                                                    |                                                    |                                                    |                                                    |                                                    |                                                    |                                                                          |                                                                          |                                                                          |                                                                          |                                                                          |                                                                          |                                          |                                          |                                        |                                        |                |                |                |                |             |             |  |  |  |  |  |  |  |  |  |  |  |  |  |  |  |  |  |  |  |  |
|  |  |                                             |                                             |                                             |                                             | Onderwijs, Cultuur en Wetenschap(pen) 1994– | Onderwijs, Cultuur en Wetenschap(pen) 1994– | Onderwijs, Cultuur en Wetenschap(pen) 1994– | Onderwijs, Cultuur en Wetenschap(pen) 1994– | Onderwijs, Cultuur en Wetenschap(pen) 1994– | Onderwijs, Cultuur en Wetenschap(pen) 1994– |                                                    |                                                    | Volksgezondheid, Welzijn en Sport 1994–            | Volksgezondheid, Welzijn en Sport 1994–            | Volksgezondheid, Welzijn en Sport 1994–            | Volksgezondheid, Welzijn en Sport 1994–            | Volksgezondheid, Welzijn en Sport 1994–                                  | Volksgezondheid, Welzijn en Sport 1994–                                  |                                                                          |                                                                          | Sociale Zaken en Werkgelegenheid 1981–                                   | Sociale Zaken en Werkgelegenheid 1981–                                   | Sociale Zaken en Werkgelegenheid 1981–   | Sociale Zaken en Werkgelegenheid 1981–   | Sociale Zaken en Werkgelegenheid 1981– | Sociale Zaken en Werkgelegenheid 1981– |                |                |                |                |             |             |  |  |  |  |  |  |  |  |  |  |  |  |  |  |  |  |  |  |  |  |